# Stawell
Stawell (6 035 habitants) est une ville de la région de Wimmera dans l'État de Victoria en Australie. La ville est située au nord du comté des Grampians à 237 kilomètres à l'ouest nord ouest de Melbourne
Le site fut occupé par les européens en 1853 au moment de la ruée vers l'or et fut appelé "Pleasant Creek" puis fut renommé Stawell en l'honneur de Sir William Foster Stawell (1815-1889), un ancien président de la cour d'appel du Victoria.
Stawell est connue pour être la porte d'entrée du parc national des Grampians.

## Personnalités liées à Stawell
- Florence Cardell-Oliver (1876-1965), femme politique australienne, y est née.